# Unión Informática
La Unión Informática es el sindicato de empleados de empresas informáticas de la República Argentina. Pertenece a la Confederación General del Trabajo y forma parte de la Juventud Sindical. Su sede principal está ubicada en la calle Av. Belgrano 1336, en la Ciudad Autónoma de Buenos Aires.
Surgida inicialmente en IBM Argentina, hoy cuenta con representantes y afiliados en casi todas las grandes empresas informáticas del país.

## Historia

### 2010
La Unión Informática comenzó a gestarse como organización durante el año 2010 en las oficinas de la filial argentina de la empresa IBM, cuando un grupo de empleados disconformes con sus condiciones salariales y de contratación comenzaron a proponer soluciones a sus problemáticas en común. Entre ellos se encontraban Pablo Dorín, Christian García, e Ignacio González Lonzieme

### 2011 y 2012
A comienzos de 2011 los primeros pedidos como organización comenzaron a ser elevados a la gerencia de IBM Argentina, incluyendo reclamos concernientes a la actualización de salarios y efectivización de empleados tercerizados. Luego de reuniones poco fructíferas con representantes de la empresa, y sin obtener respuesta alguna, la situación de conflicto escaló hasta realizarse en julio del mismo año la primera huelga informática de la historia argentina en las distintas oficinas de IBM en Buenos Aires.

A través de la medida de fuerza se reflejaron algunos signos de cambio, como la absorción de empleados tercerizados por consultoras, aunque no de forma completa. Pocas semanas más tarde se convocó a una nueva huelga en IBM para septiembre del mismo año, debido a la nula respuesta respecto a los reclamos de índole salarial.

Al término del año 2011 las acciones de la Unión Informática habían cobrado notoriedad suficiente para que los empleados de otras empresas del sector tecnológico argentino se acercaran a colaborar con el sindicato, comenzando así la conformación de las distintas comisiones internas que fueron materializándose a lo largo del año 2012.

### 2013 y 2014
En 2013, luego de anunciarse durante meses, a raíz de los despidos masivos de personal, la insostenible situación salarial, y tras varios intentos fallidos de diálogo con la gerencia, el 28 de mayo se realizó una huelga en IBM Argentina que tuvo un acatamiento del 80% de los empleados en promedio, llegando casi al 100% en algunos sitios. La manifestación comenzó en las oficinas de Martínez, para luego desplazarse al edificio Catalinas y posteriormente terminar reuniéndose en el Ministerio de Trabajo donde se presentó un listado del personal despedido y se hizo hincapié en la inexplicable demora de la inscripción del sindicato.
Cerca de fin de año y debido a un notable agravamiento en las condiciones laborales de los empleados de IBM Argentina tras el primer accionar, el 18 de diciembre de 2013 se anunció una nueva huelga, esta vez por tiempo indeterminado. La medida se llevó a cabo al día siguiente muy a pesar de los intentos de la empresa de desalentar la adhesión de los empleados mediante comunicados intimidatorios que tergiversaban los derechos de los mismos. El acto concluyó el 26 de diciembre con la decisión de la Unión Informática de detener su continuidad. La larga jornada llevó a la empresa a realizar ilícitos, llamando a empleados a declarar su postura ante la situación frente a la gerencia y convocando personal policial con el fin de intimidar a los manifestantes, conformando así lo que fue la medida más dura que los dependientes de la empresa hayan realizado.
Durante el mismo año se desarrollaron medidas gremiales en diversas empresas, y una huelga que duró 10 días corridos en las puertas de la empresa Tata Consultancy Services reclamando la urgente actualización de salarios y la mejora de condiciones laborales.
El 28 de octubre de 2013 el Ministerio de Trabajo firmó la inscripción gremial de la Unión Informática.
El 14 de febrero de 2014 se realizó el primer llamado a elecciones para todo los afiliados, quienes ratificaron el mandato de las autoridades del Consejo Directivo del sindicato.

## Empresas y Delegaciones
Actualmente, además de su presencia en IBM, la Unión Informática tiene representación a través de sus comisiones internas, vocales y delegados normalizadores en la mayoría de las grandes empresas multinacionales informáticas de Argentina, como Hewlett-Packard, Accenture, Globant, Capgemini, Oracle, MRM/McCann, Avaya, Sonda, Unisys y Tata Consultancy Services, entre otras.
Aunque la base del sindicato se encuentra en Buenos Aires, la Unión Informática cuenta también con delegaciones en las ciudades argentinas de Comodoro Rivadavia, La Plata, Mar del Plata, Mendoza, Rosario y Córdoba.

Proximamante delegación en la ciudad de Santa Fe. Se está trabajando seriamente en un proyecto para todos los informáticos tanto los pertenecientes a la provincia como los privados, para tener un salario como corresponde. Esta iniciativa es llevada adelante por J.C.R perteneciente a una sectorial de la ciudad de Santa Fe, desde la cual se desempeña.

## Acciones internacionales
En junio de 2011, la Unión Informática adhirió a la protesta internacional que el sindicato mundial UNI Global Union convocó en ocasión a los 100 años de IBM, llamando a la empresa a respetar los derechos de los trabajadores informáticos.

En noviembre de 2012, la Unión Informática se sumó a las manifestaciones mundiales impulsadas principalmente por la Coordinadora de Informática de la CGT Española, en contra de los despidos que la empresa Hewlett-Packard realizó a nivel global.

## Inscripción gremial y juicio al Estado Argentino
Según la Ley 23.511 de Asociaciones Sindicales, artículo 22, en Argentina rige un plazo máximo de 90 días corridos para otorgar la simple inscripción a cualquier organización de trabajadores que presente la documentación fundacional, nómina, lista de afiliados y estatuto.
La Unión Informática cumplió con todos los requisitos el 11 de marzo de 2011; luego de más de dos años, la inscripción gremial seguía pendiente y fue causa de un juicio al Estado Argentino
. En reiteradas ocasiones, y a través de varias apelaciones, la justicia ordenó al Ministerio de Trabajo otorgar la inscripción de forma inmediata. En las últimas instancias, la Cámara Nacional de Apelaciones del Trabajo argentina rechazó un recurso extraordinario presentado por el ministerio, intimando a otorgar la inscripción al sindicato en un plazo de 10 días.
Finalmente, el Ministerio de Trabajo firmó la inscripción gremial de la Unión Informática el 28 de octubre de 2013.